# Danthoniopsis chevalieri
Danthoniopsis chevalieri là một loài thực vật có hoa trong họ Hòa thảo. Loài này được A.Camus & C.E.Hubb. mô tả khoa học đầu tiên năm 1934.